# Bridgewater Associates
Bridgewater Associates és una empresa estatunidenca de gestió d'inversions fundada per Ray Dalio el 1975. L'empresa atén clients institucionals, com ara fons de pensions, dotacions, fundacions, governs estrangers i bancs centrals. És coneguda pel seu enfocament radical en la transparència, la gestió del risc i l'anàlisi dels cicles econòmics i geopolítics.
Utilitza un estil de macroinversió global basat en tendències econòmiques com la inflació, els tipus de canvi i el producte interior brut dels Estats Units. Bridgewater Associates va començar com un servei d'assessorament d'inversió institucional, i posteriorment va passar de manera directa a la inversió institucional i va ser pionera en l'enfocament d'inversió de paritat de risc el 1996. El 1981, l'empresa va traslladar la seva seu de Nova York a Westport (Connecticut), i actualment compta amb 1500 empleats. A data de gener de 2021, tenia aproximadament 150.000 milions de dòlars en actius sota gestió.

## Història
La història de Bridgewater inclou estratègies pioneres del sector, com ara la superposició de divises, la separació d'estratègies alfa i beta, la creació de productes de rendiment absolut i la paritat del risc Segons Financial News, l'empresa va ser la gestora d'actius que va créixer més ràpid des del 2000 fins al 2005, quan va deixar d'acceptar nous comptes. Els seus actius gestionats van augmentar un 25% cada any entre el 2001 i el 2010, i els empleats van assolir 11 vegades els nivells del 2000. Els líders dels bancs centrals i els gestors de fons de pensions de tot el món llegeixen la investigació Daily Observations de la companyia.
El primer compte de Bridgewater es va finançar amb 5 dòlars milions d'inversió de renda fixa per Hilda Ochoa-Brillembourg del Banc Mundial el 1987. A mitjans de la dècada de 1980, l'empresa va canviar el seu enfocament empresarial de la gestió de divises i tipus d'interès a bons i monedes globals per als inversors institucionals Com a assessor de renda fixa i divises per a clients institucionals, l'empresa es va guanyar una reputació com a comerciant de divises i desenvolupadora de tècniques per superposar monedes  El 1990, va llançar una cartera de fons de cobertura utilitzant diners de Kodak i Loews Corporation i va començar a oferir formalment als seus clients productes de superposició de moneda.

## Característiques clau
La firma ofereix tres fons de cobertura: el fons Pure Alpha, el fons All Weather i el fons Pure Alpha Major Markets. També publica un llibre blanc, les Observacions diàries, que els inversors de tot el món llegeixen per subscripció.
1. Filosofia dels "Principis" (Principles):
  - Dalio va desenvolupar un sistema de gestió basat en normes escrites ("Principles"), que promouen la "veritat radical" i la "transparència radical" (fins i tot les reunions es graven per fer-ne una autoavaluació).
  - Tot el personal pot criticar obertament les decisions, incloent les del propi Dalio.
2. Al·locació sistemàtica de riscos:
  - Utilitzen models algorítmics basats en patrons històrics (com els "cicles de deute" que Dalio descriu als seus llibres).
  - Són pioners en estratègies com el "All Weather Portfolio" (cartera que resisteix qualsevol clima econòmic).
3. Influència global:
  - Analitzen el declivi dels imperis (com el dels EEUU) i l'ascens de noves potències (Xina), amb eines pròpies com l'anomenada "Economic Machine".
  - Clients: governs, fons sobirans i pensions d'arreu del món.

## En els mitjans
- El seu informe "How the Economic Machine Works" (2013) és un vídeo viral que explica l'economia de manera senzilla.